# Gouvernement Minsk
Het gouvernement Minsk (Russisch: Минская губерния; Minskaja goebernija) was een gouvernement (goebernija) van het keizerrijk Rusland. De hoofdstad was Minsk. De oppervlakte van het gouvernement 91.407,6 km².
Het gouvernement Minsk werd opgericht in 1793 tijdens de Tweede Poolse Deling en het bestond tot 1921. Het gouvernement werd begrensd door de gouvernementen Vitebsk, Mogiljov, Tsjernigov, Kiev, Wolynië, Grodno en Vilnius.
Het gouvernement ontstond in 1793 tijdens de Tweede Poolse Deling van het Litouws deel van het Pools-Litouwse Gemenebest. Het gebied stond korte tijd bekend als het gouvernement Wit-Rusland. In 1796 werd de gebieden rond Disna en Vilejka afgestaan aan het gouvernement Vilnius. Het gouvernement Minsk kreeg het gebied in de omgeving van Novogroedok van het gouvernement Grodno. Het gouvernement Minsk bestond tot 1921, toen het onderdeel werd van de Wit-Russische Socialistische Sovjetrepubliek.